# Hans von Euler-Chelpin
|  | Aquest article tracta sobre Hans von Euler-Chelpin. Vegeu-ne altres significats a «Euler (desambiguació)». |

Hans Karl August Simon von Euler-Chelpin (Augsburg, Alemanya, 1873 - Estocolm, Suècia 1964) fou un bioquímic i professor universitari suec guardonat amb el Premi Nobel de Química l'any 1929.

## Biografia
Va néixer el 15 de febrer de 1873 a la ciutat alemanya d'Ausburg, situada a l'estat alemany de Baviera. Va iniciar estudis de pintura, però el seu desig d'estudiar els problemes del color, i especialment els colors de l'espectre, va provocar que els canviés pels de ciències. Va estudiar a la Universitat de Göttingen, Wurzburg i Berlín, on es doctorà l'any 1895.
Fou professor de la Universitat d'Estocolm i el 1929 fou nomenat director l'Institut de Bioqímica d'aquesta universitat, càrrec que ocupà fins al 1948. Va morir el 6 de novembre de 1964 a la seva residència d'Estocolm.

## Recerca científica
La seva recerca es va dirigir fonamentalment a l'estudi a la presència de vitamines en alguns vegetals, l'estudi dea carotè com a provitamina A i a la química dels enzims de la fermentació.
L'any 1929 va ser guardonat amb el Premi Nobel de Química, compartit amb Arthur Harden, per les seves investigacions en la fermentació de sucres mitjançant enzims.